# 玉衣

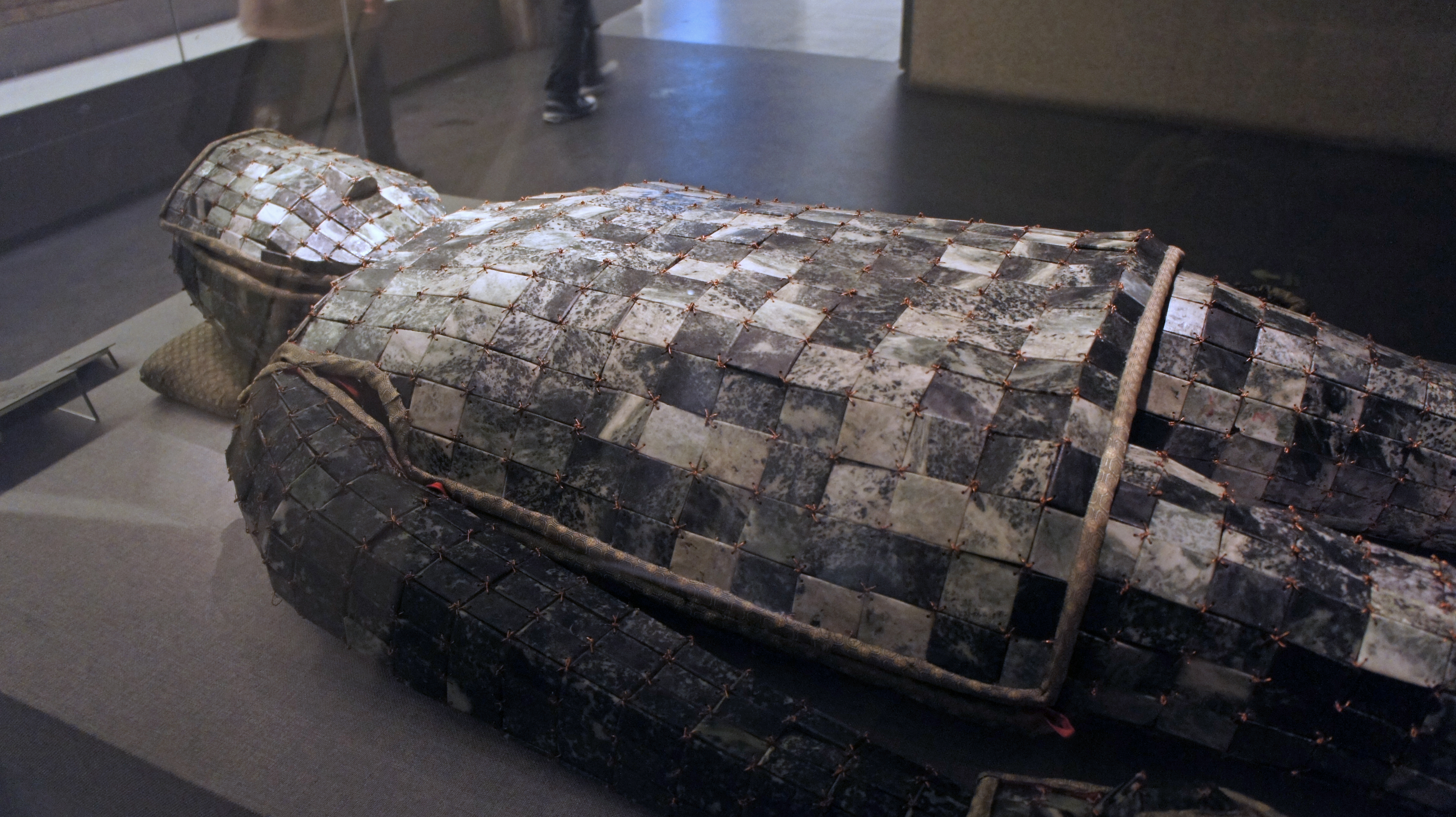
西汉僖山一号墓刘遂的金缕玉衣。玉衣出土时已经散乱，经修复后，玉衣长度为1．76米，由2008块玉片用金丝编缀而成

玉衣又稱玉匣、玉柙，為中國漢朝皇帝與王公后妃所用的喪葬殮服，存在時間約為公元前200年至200年的四百年間。穿在死者的此類型衣飾主要組成為玉片，並視死者階級分等級以金絲、銀絲或銅線串起玉片與之編成。其中以金絲鉤成的玉衣又稱金縷玉衣、金縷衣。玉衣可能來自於周朝的綴玉面罩或綴玉衣服。首度出現約為文景之治，會以玉衣作為貴族死者的殮服，最重要因素是漢朝宮室相信玉具有防腐功能，可永保死者生前的原貌。
西漢時期，除了漢朝皇帝皇后之外，金縷玉衣也大量使用於各诸侯王。東漢時期，金縷衣則只限於皇帝與皇后。其他級別的人物只能用銀縷或銅縷。曹魏黃初三年（公元222年），曹丕鑒於漢朝皇陵多遭盜掘，下令禁止穿著玉衣下葬，玉衣開始退出歷史舞台。

## 文學作品
簡稱「金縷衣」的金縷玉衣於漢朝之後常於中文詩文作品中，被引申為極高貴的衣裳，例子有唐代詩人杜秋娘的作品。
| 《金縷衣》 杜秋娘 勸君莫惜金縷衣，勸君惜取少年時。 花開堪折直須折，莫待無花空折枝。 |

作者在詩中嘆人生短促，並勸人要把握時光。

## 图集

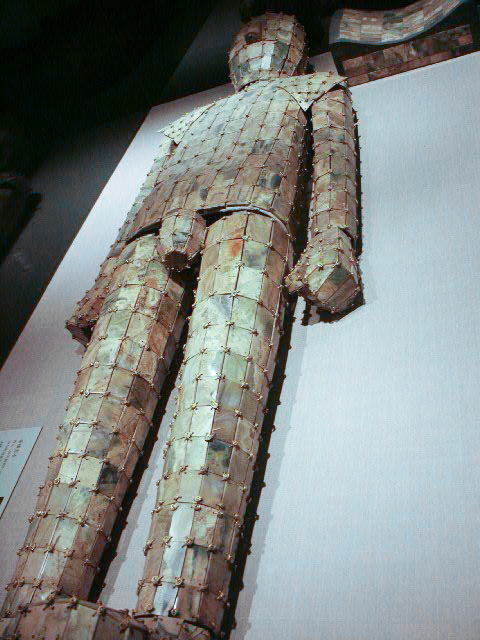
汉代玉衣，存于北京中国国家博物馆
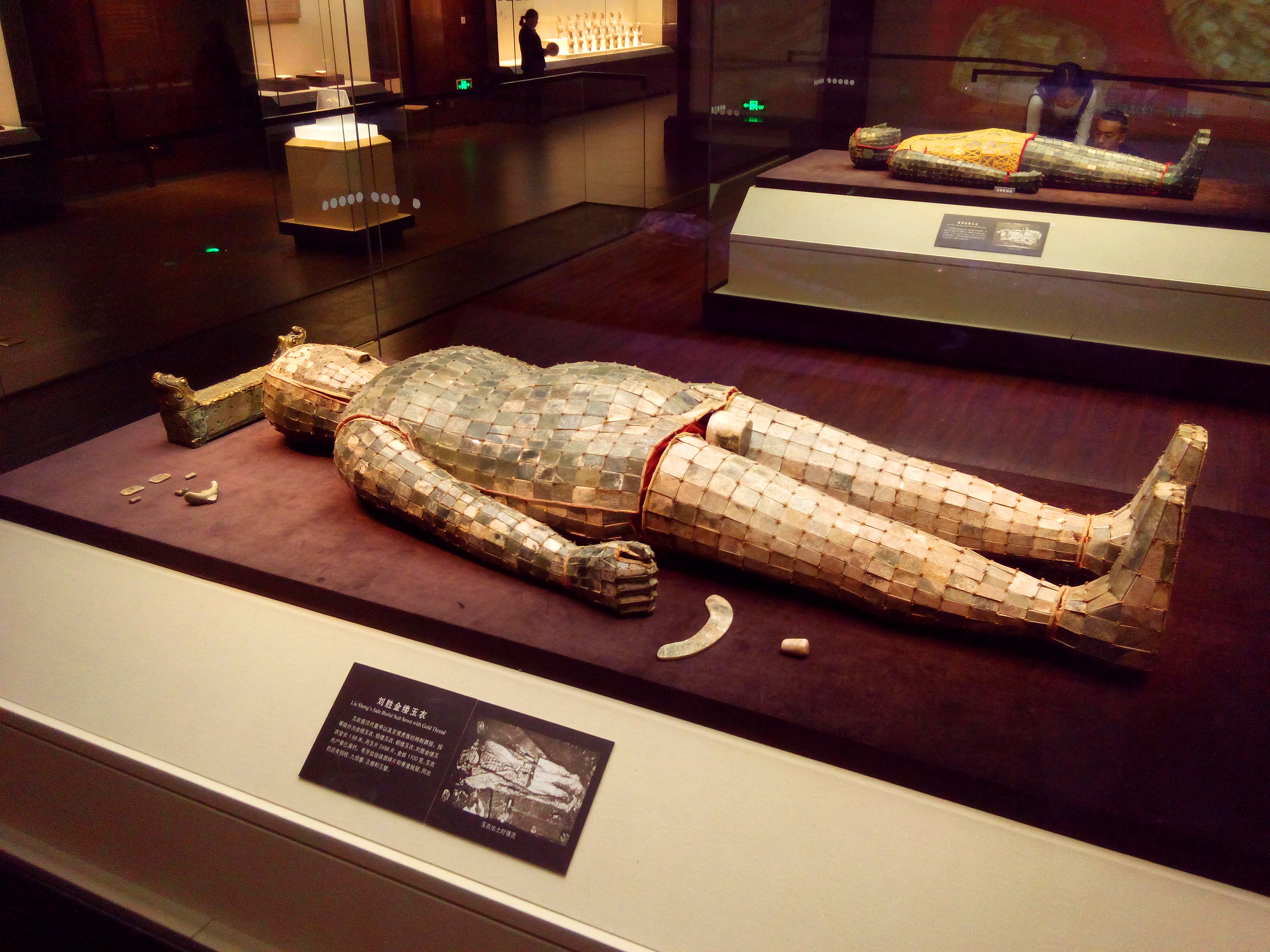
中国汉朝中山靖王劉勝的金缕玉衣，出土于满城汉墓（现藏于河北博物院）
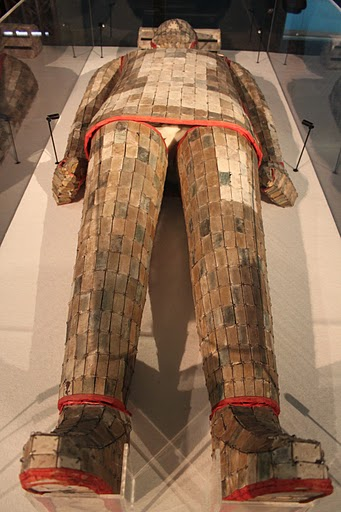
汉代玉衣，存于河南博物院
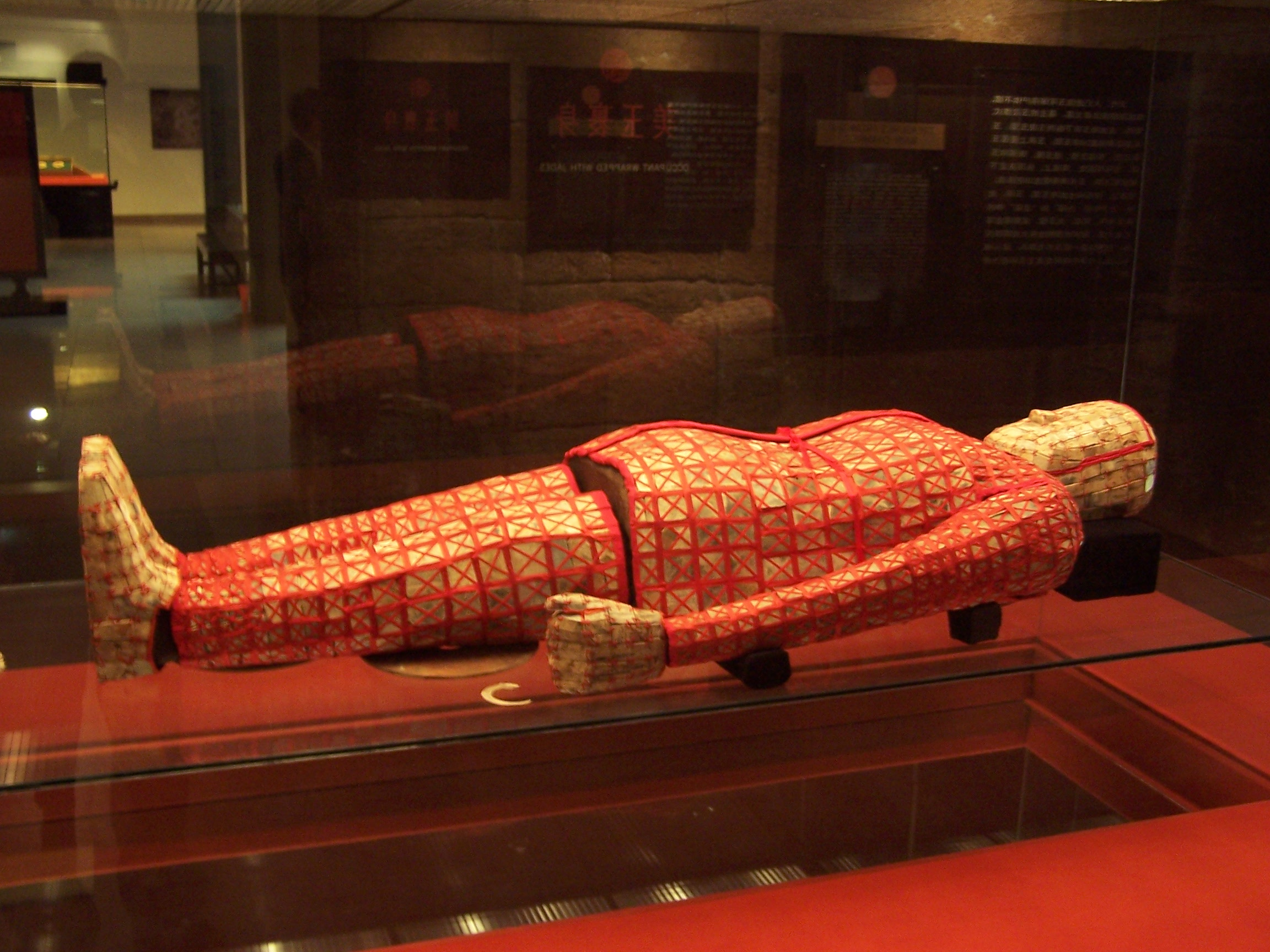
丝缕玉衣，南越国文帝赵眜的殓服，现藏于广州西汉南越王博物馆
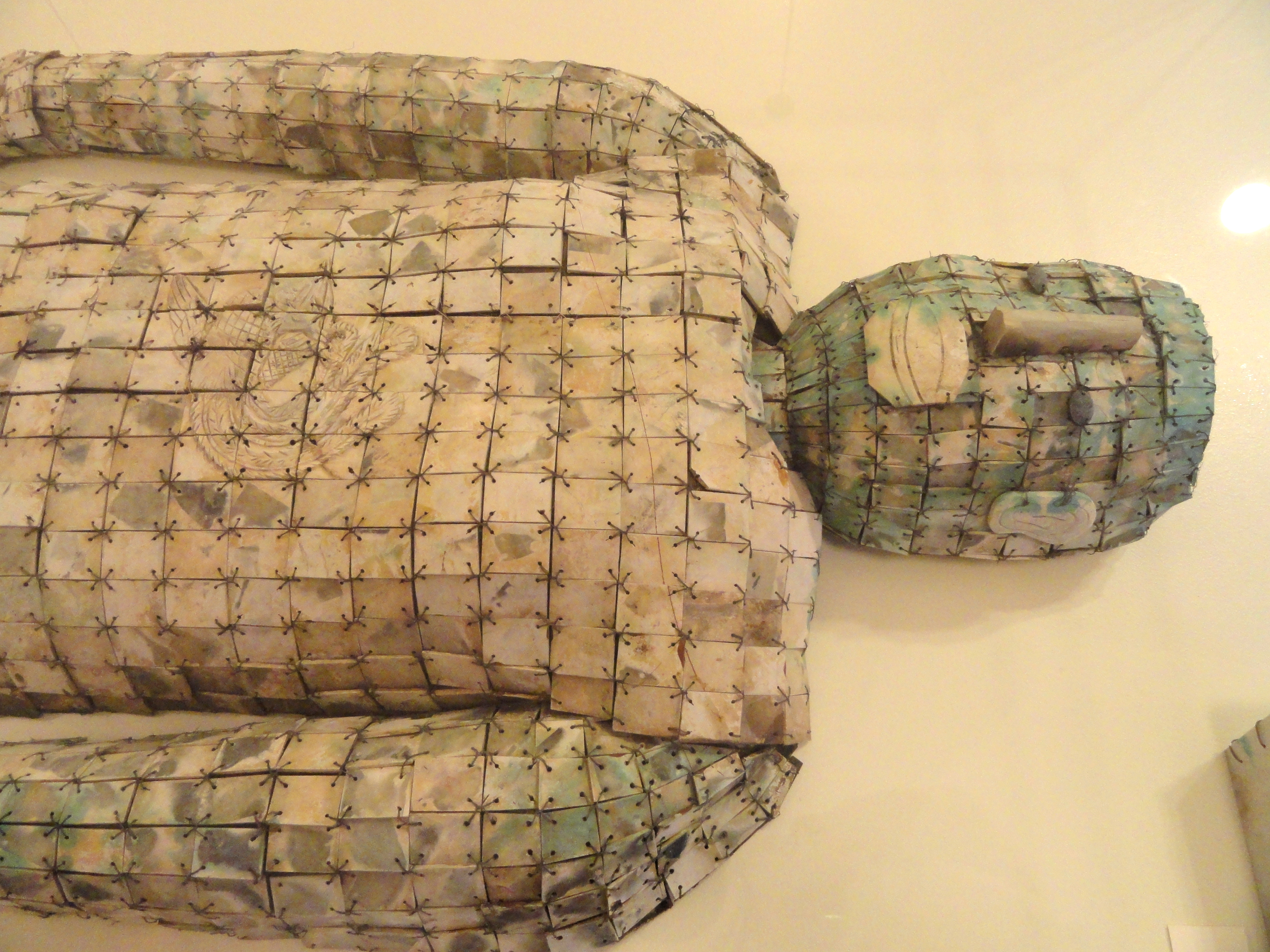
玉衣，存于乔治·沃尔特·文森特·史密斯艺术博物馆
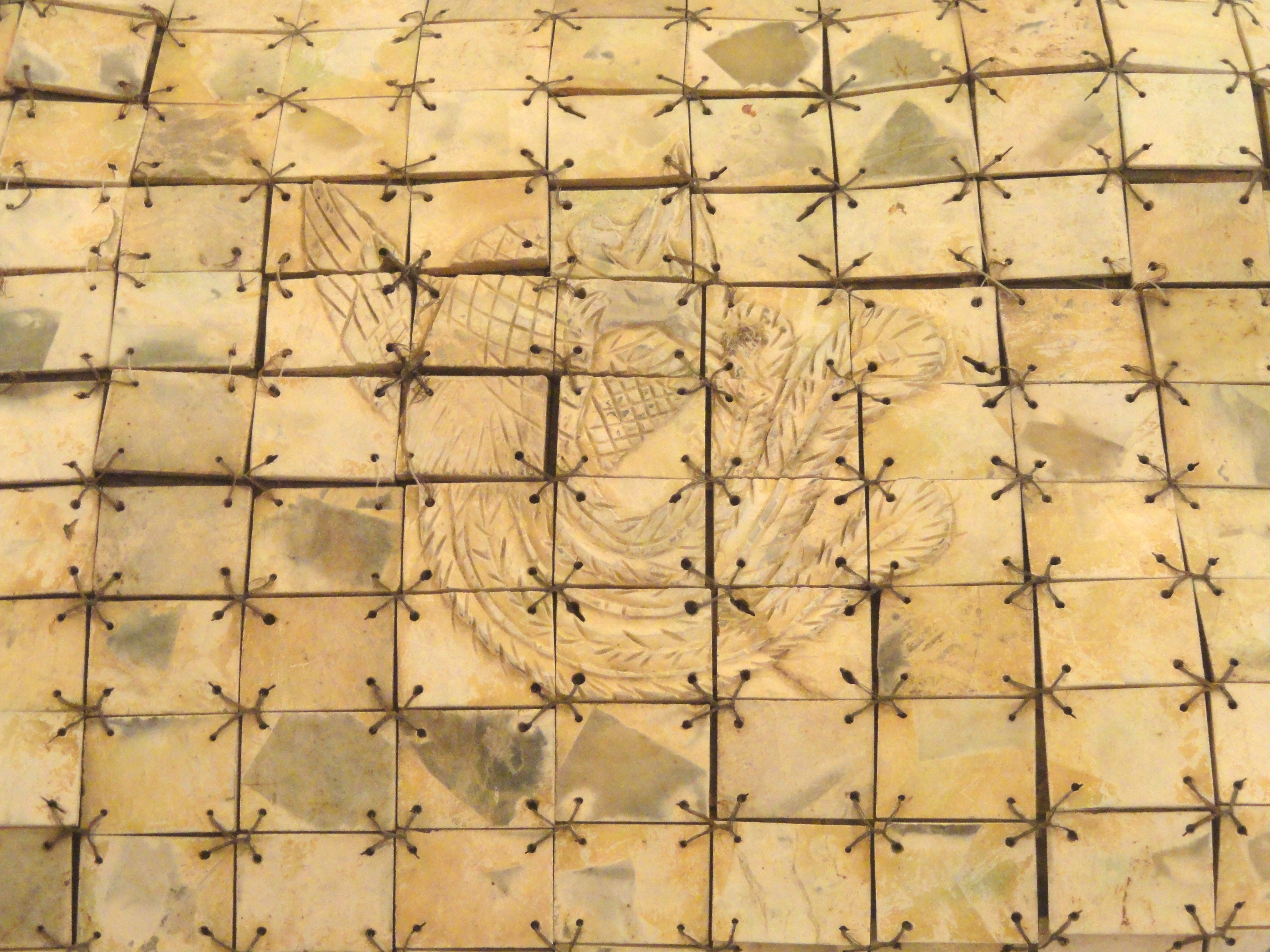
玉衣细节，存于乔治·沃尔特·文森特·史密斯艺术博物馆
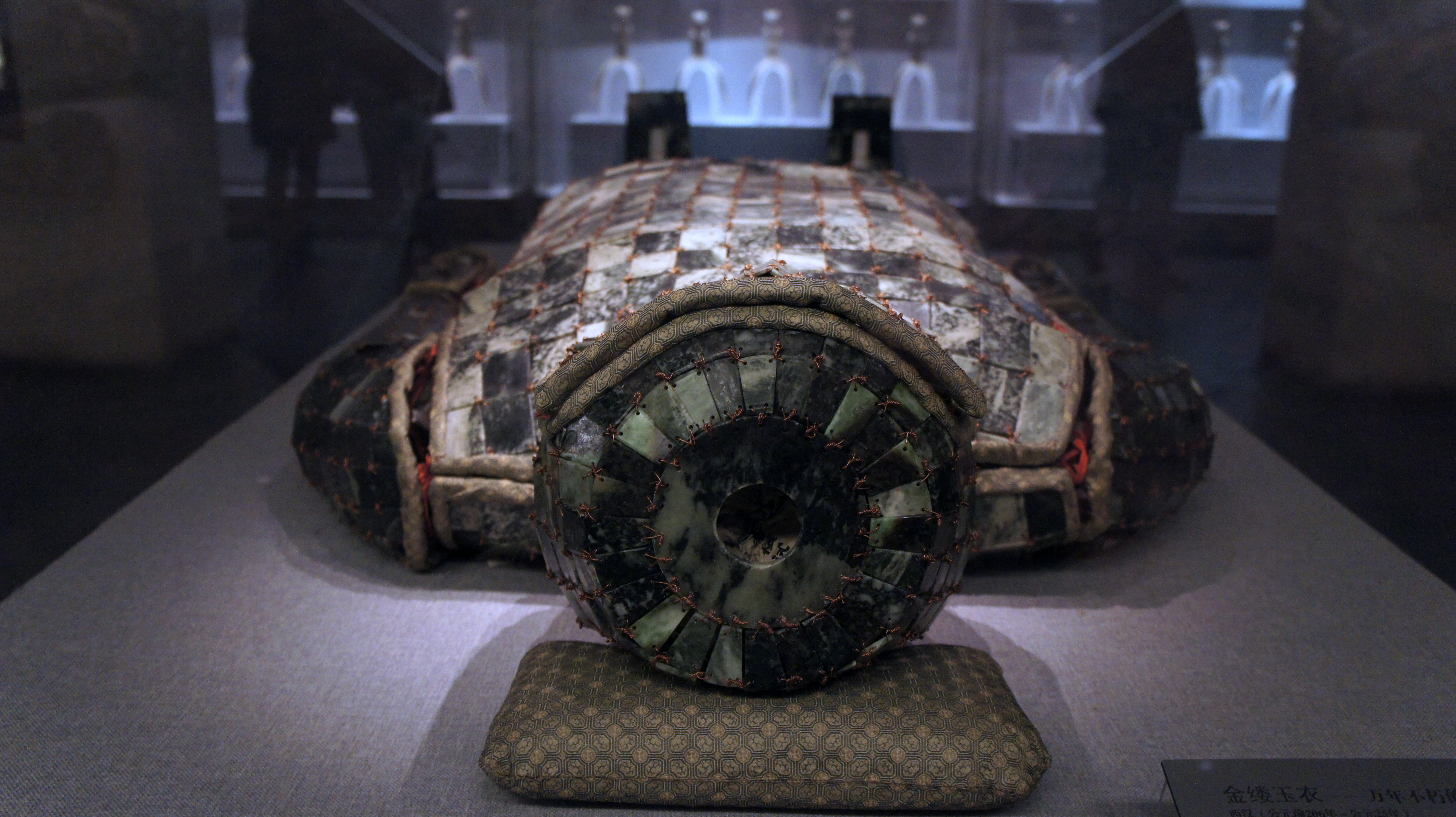
西汉僖山一号墓刘遂的金缕玉衣（头部）
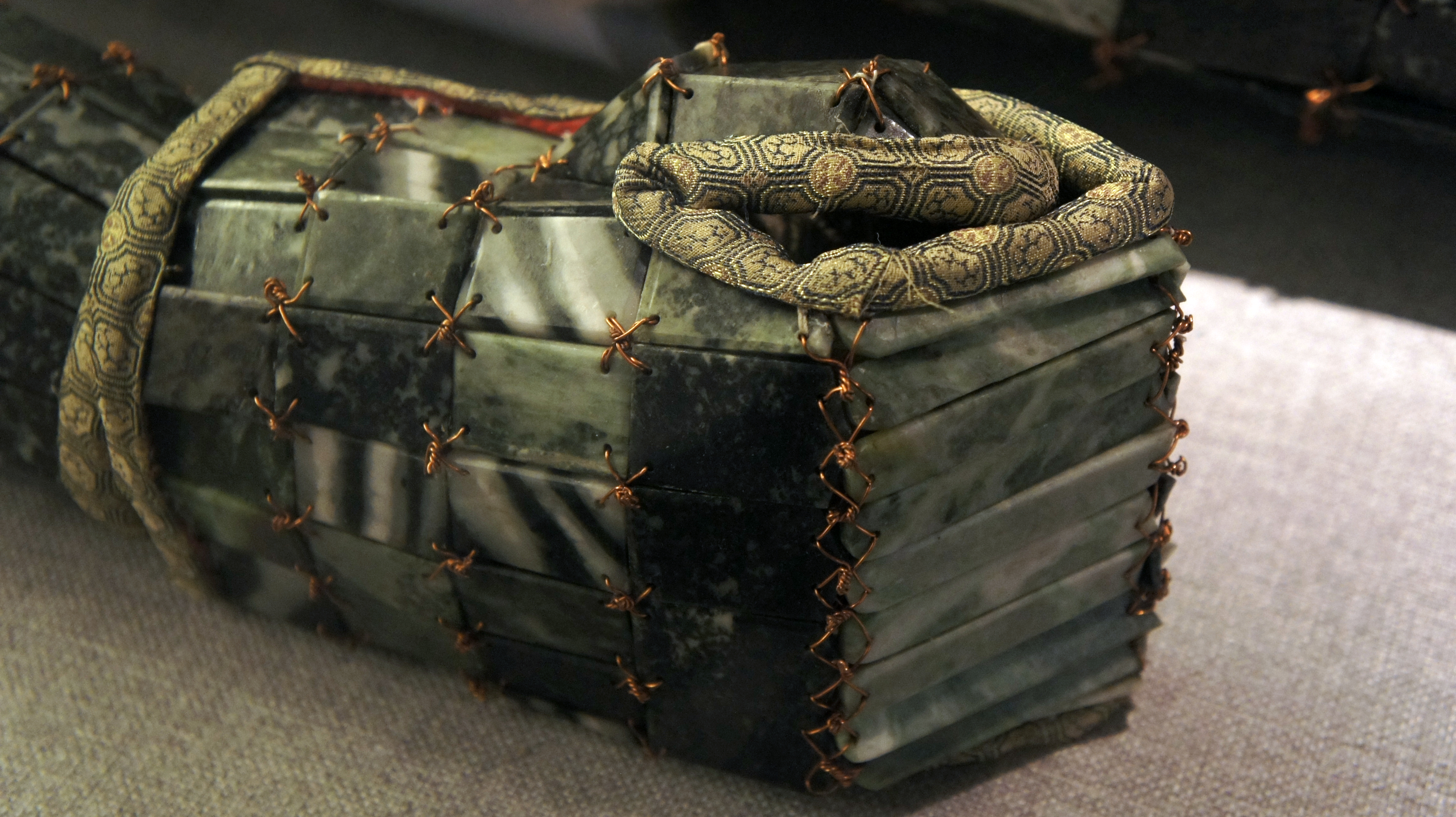
西汉僖山一号墓刘遂的金缕玉衣（手部）